# سلست و جس برای همیشه
سلست و جس برای همیشه (به انگلیسی: Celeste and Jesse Forever) یک فیلم کمدی-درام عاشقانه آمریکایی در سال ۲۰۱۲ به کارگردانی لی تولند کریگر است. این فیلم در ۳ اوت ۲۰۱۲ در نیویورک و لس آنجلس منتشر شد.

## بازیگران
- رشیدا جونز به عنوان سلست مارتین
- اندی سامبرگ به عنوان جس آبرامز
- الیجا وود به عنوان اسکات
- اما رابرتس به عنوان رایلی بنکس
- اریک کریستین اولسن به عنوان استیو تاکر
- آری گرینور به عنوان بث
- کریس مسینا به عنوان پل
- ویل مک کورماک به عنوان اسکیلز
- ریچ سامر به عنوان مکس
- کریس د الیا به عنوان سفید برفی
- رافی گاورون به عنوان روپرت بیتس
- متیو دل نگرو به عنوان نیک موران
- کریس پاین به عنوان روری شنانداه
- جنا پاریش به عنوان ساوانا
- ربکا دایان به عنوان ورونیکا

## بازخورد

### امتیاز
سلست و جس برای همیشه در ژانویه ۲۰۱۲ در جشنواره فیلم ساندنس به نمایش درآمد و به‌طور کلی نقدهای مثبت داشته‌است. راتن تومیتوز بر اساس ۱۴۱ بررسی با میانگین امتیاز ۶٫۳۶ / ۱۰ به فیلم نمره ۷۱٪ می‌دهد. متاکریتیک بر اساس بررسی‌های ۳۷ منتقد، امتیاز ۵۹ از ۱۰۰ را به فیلم می‌دهد و نشان دهنده «بررسی‌های مختلط یا متوسط» است.

### جوایز
| سال  | جایزه                    | دسته‌بندی                                                 | نامزد(ها)                  | نتیجه    |
| ---- | ------------------------ | -------------------------------------------------------- | -------------------------- | -------- |
| ۲۰۱۳ | جایزه بلک ریل            | بهترین بازیگر زن                                         | رشیدا جونز                 | نامزدشده |
| ۲۰۱۳ | جایزه بلک ریل            | بهترین فیلمنامه، اقتباسی یا اصلی                         | رشیدا جونز و ویل مک کورماک | نامزدشده |
| ۲۰۱۳ | جایزه ایندیپندنت اسپیریت | بهترین فیلمنامه اول                                      | رشیدا جونز و ویل مک کورماک | نامزدشده |
| ۲۰۱۳ | جایزه آرتیوس             | موفقیت برجسته در بازیگران - ویژگی کم بودجه - درام / کمدی | آنجلا دمو                  | نامزدشده |

## انتشار
این فیلم در تاریخ ۵ فوریه ۲۰۱۳ بر روی DVD و Blu-ray منتشر شد.